# Södertälje kanal
59°11′35.34″N 17°37′55.85″Ø / 59.1931500°N 17.6321806°Ø
Södertälje kanal er en  kanal der forbinder søen Mälaren med  Østersøen, i byen Södertälje. Kanalen er 5,2 km lang, og har én sluse, men den er den største i Skandinavien, målt på skibskapacitet. Den er 135 m lang og 17 m bred. Niveauforskellen mellem Mälaren og Østersøen er er ikke ret stor, omkring 0,6 m. Kanalen er en del af Södertäljeleden der er hovedsejlruten til Mälaren.
Kanalen kan tage både med en:
- Længde på 135 meter
- Bredde på 17-18 meter
- Med en dybgang på 6,5-6,8 meter
- En mastehøjde på 40,5 meter

## Historie
I  vikingetiden kunne man passere strækningen med både, men landhævningen gjorde den ubrugelig som sejlrute. I 1819 var en sluse færdigbygget, så skibe kunne bruge kanalen. I 1924 blev en meget større sluse bygget (dele af den er stadig i brug) og kanalen blev udvidet og gravet dybere.